# Mausu Promotion
Mausu Promotion (jap. マウスプロモーション  Mausu Puromōshon), dawniej znana pod nazwą Ezaki Productions (jap. 江崎プロダクション) – japońska agencja zarządzająca talentami głosowymi. Obejmuje dużą liczbę aktorów głosowych. Maskotką agencji jest mysz, stąd słowo mausu w jej nazwie (mausu po japońsku znaczy „mysz”).

## Członkowie
| - Yōsuke Akimoto - Kazuhiro Anzai - Daisuke Egawa - Daisuke Endō - Shinya Fukumatsu - Kenji Hamada - Kōji Hiwatari - Yoshimasa Hosoya - Takanobu Hozumi - Mitsuhiro Ichiki - Atushi Imaruoka - Yūichi Ishigami - Makoto Ishii - Kengo Kasai - Ryūichi Kijima - Taira Kikumoto - Taku Kimura - Naoki Koshida - Yasumichi Kushida - Naomi Kusumi - Takayuki Masuda - Shinobu Matsumoto - Shinichi Miyazawa - Takahiro Miwa - Shinichi Miyuzawa - Takamasa Mogi - Junpei Morita - Kazunori Morota - Yousuke Naka - Toshihiro Nakamura - Hiromichi Ogami - Mitsuru Ogata - Tōru Ōkawa - Tamio Ōki - Akio Ōtsuka - Shou Okumura - Daisuke Ono - Takeshi Onozuka - Jun Ōsuka - Manabu Sakamaki - Yuta Satō - Yuudai Satō - Eiji Sekiguchi - Tarusuke Shingaki - Osamu Sonoe - Hidenori Takahashi - Masaaki Tsukada - Masaki Terasoma - Takayuki Tochisaki - Kenshiou Usuki - Kenshiro Usuku - Takahiro Yoshino | - Kana Akutsu - Katsuyo Endou - Nozomi Furuki - Hitomi Hase - Yasuko Hatori - Kyoko Hikami - Masayo Hosono - Hiromi Igarashi - Ai Kakuma - Yoshiko Kamei - Mika Kanda - Yuri Kato - Ayumi Kida - Sachiko Kojima - Naoko Kouda - Tomoyo Kurosawa - Aiko Kusumi - Mari Maeda - Yuki Masuda - Chie Matsuura - Rei Matsuzaki - Kaori Mine - Ayano Miura - Satomi Moriya - Makiko Nabei - Sakura Nakamura - Yayoi Nakazawa - Momoko Ohara - Ikue Ōtani - Eimi Okada - Akemi Okamura - Aya Okuhara - Kazumi Okushima - Yuri Satou - Miyuki Sawashiro - Saori Seto - Keiko Sonoda - Yoko Soumi - Erika Sudō - Atsuko Tanaka - Ayako Taneda - Ikuko Tani - Asuka Tanii - Ayumi Tsuji - Risa Tsubaki - Yumiko Yamaguchi - Ayano Yamamoto - Megumi Yamato - Yukako Yoneyama - Seiko Yoshida |

## Dawni członkowie

### Mężczyźni
- Masahi Amenemori (śmierć, wcześniej związał się z Aoni Production)
- Matoko Aoki (obecnie związany z Kenyū Office)
- Naoki Bandō (obecnie związany z Riberuta)
- Junji Chiba (śmierć)
- Ryuusaku Chidzawa (obecnie Aptepro)
- Seijirou Choda
- Daisuke Gōri (śmierć, wcześniej przeniósł się do Aoni Production)
- Junichi Goto
- Atsushi Ii (obecnie Arts Vision)
- Akira Ishida (teraz współpracuje z Peerless Gerbera)
- Yasuo Iwata (śmierć)
- Ikkyuu Juku (obecnie Kenyuu Office)
- Kimitake Kakegawa
- Shōto Kashii (związany z 81 Produce)
- Yasuyuki Kase (związany z Office Osawa)
- Masayuki Kato (śmierć)
- Masayuki Katou (obecnie Ken Production)
- Kentarou Kazawa
- Yuuji Kishi (obecnie przynależy do Cubce)
- Koichi Kitamura (śmierć)
- Tōmo Koizumi
- Takaya Kuroda (obecnie Water Orion)
- Toshiaki Kuwahara (obecnie Across Entertainment)
- Mitsuaki Madono (obecnie Aoni Production)
- Daisuke Matsuo (obecnie Amuleto)
- Ei Mochizuki (obecnie Remax)
- Toshiya Mori
- Keiji Okuda (związany obecnie z Theatre Echo)
- Hideaki Ono
- Rokurō Naya (śmierć)
- Shuu Saitou
- Shuuhei Sakaguchi (obecnie Dee Color)
- Soichiro Shibata (obecnie Media Force)
- Shunsuke Shima
- Toshitaka Shimizu
- Shuma Shiratori
- Masakazu Suzuki (obecnie Aksent)
- Akimitsu Takase (obecnie Aksent)
- Hideyuki Tanaka (obecnie Aoni Production)
- Satoru Tsugawa
- Tomohiro Tsuboi (teraz należy do 81 Produce)
- Hiroyuki Tsuru
- Mitsuaki Hoshino (obecnie Arts Vision)
- Masayuki Tachibana
- Yōji Ueda (obecnie Amuleto)
- Hideo Watanabe (obecnie Libertad)
- Shohei Yamaguchi
- Naoki Yanagi (obecnie FreeMarch.inc)
- Junkichi Yarita (śmierć)
- Hiroyuki Yokō (obecnie Production Baobab)

### Kobiety
- Noriko Aoki (obecnie Aptepro)
- Kiyomi Asai (obecnie Dee Color)
- Ruri Asano
- Kikuko Inoue (związana z Office Anemone oraz Velvet)
- Masako Inui
- Ayako Ito
- Mie Kataoka
- Kaho Kōda (obecnie związana z 81 Produce)
- Takako Kodama
- Akiko Koike (obecnie Arts Vision)
- Reiko Kondō (śmierć)
- Natsuki Mori (obecnie Arts Vision)
- Mai Nagasako (na emeryturze)
- Terumi Nakano
- Eri Oono (obecnie Libertad)
- Tomo Shigematsu (obecnie Media Force)
- Yukiko Tagami (na emeryturze)
- Narumi Tsunoda
- Kazuko Yanaga (teraz 81 Produce)
- Hikari Yono (obecnie B-Box)

## Główne dzieła związane z Mausu Promotion
- Boktai: The Sun Is in Your Hand
- Eureka Seven
- Heartwork: Symphony of Destruction
- Juuni Senshi Bakuretsu Eto Ranger
- Kapłanki przeklętych dni
- Rakugo Tennyo Oyui
- Star Trek: Następne pokolenie (japoński dubbing)
- ×××HOLiC